# René Ferry
Pour les articles homonymes, voir Ferry.
René Ferry, né le 19 avril 1845 à Saint-Dié et mort le 23 juillet 1924 dans sa ville natale, est un magistrat et mycologue français.

## Biographie
Né à Saint-Dié le 19 avril 1845, René-Joseph-Justin Ferry est le fils d'Eulalie-Anne Hainglaise et de Camille Ferry. Il est le cousin germain de Jules Ferry.
Après avoir obtenu les baccalauréats ès-lettres (1862) et ès-sciences (1863) à Nancy, René Ferry étudie à Strasbourg le droit et la médecine. Docteur en droit en 1869 en soutenant une thèse concise sur l'écoulement des eaux pluviales et les cours d'eau, il s'installe comme avocat dans sa ville natale.
Pendant la Guerre franco-allemande de 1870, ses connaissances médicales (il avait été nommé externe des hôpitaux en 1866) lui permettent de contribuer au secours des blessés de la bataille de Nompatelize. Il soutient avec succès sa thèse de doctorat en médecine à Nancy en 1876.

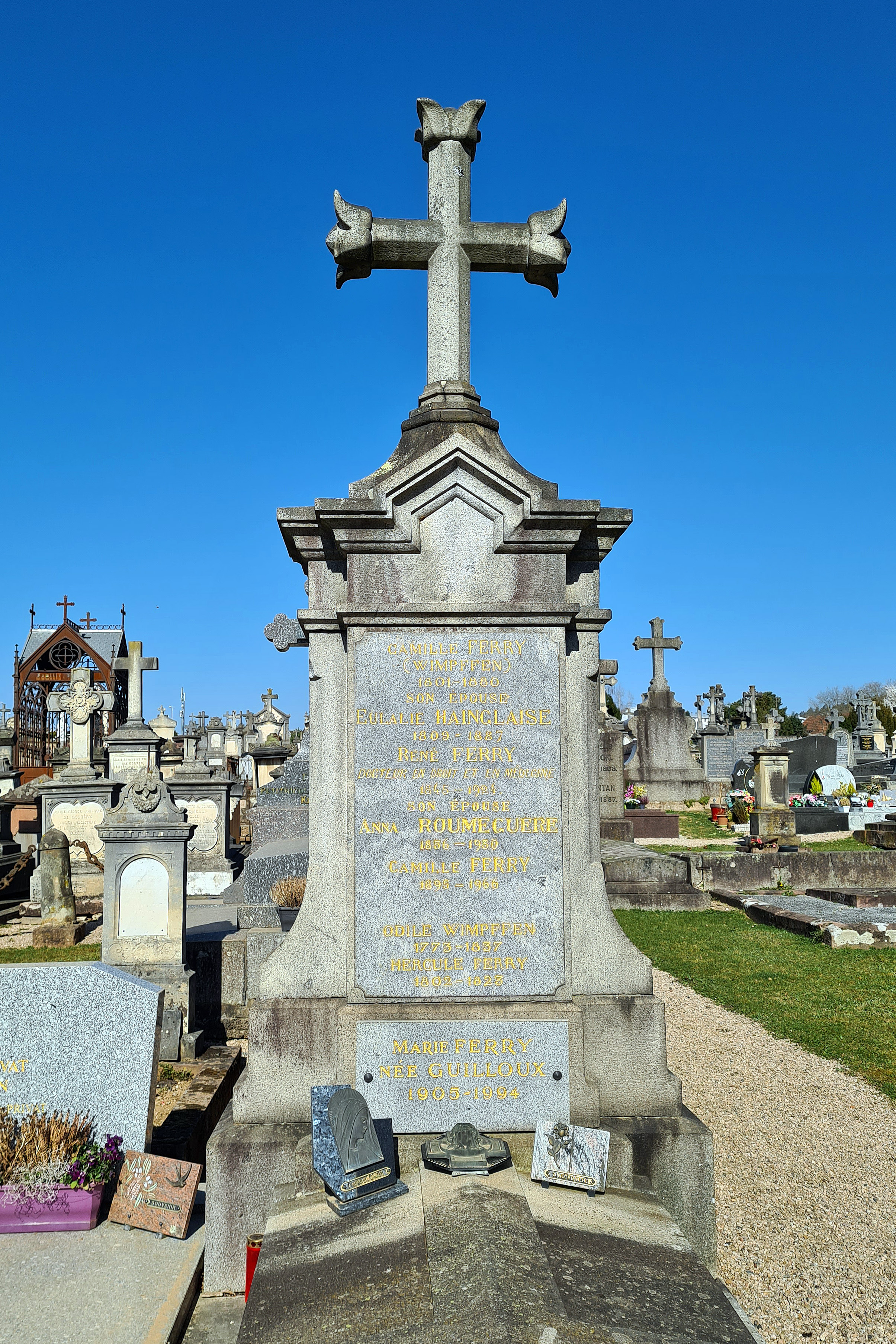
Tombe de René Ferry, de ses parents et de son épouse au cimetière rive droite de Saint-Dié-des-Vosges.

Après sa thèse en médecine, il trouve du travail aux ministères des colonies en tant qu'expert scientifique (botanique, médecine, biologie), mais il s'installe plus tard comme avocat à Saint-Dié, il prend aussi des fonctions de juge de paix dans les cantons rurales. Il réside dans une belle demeure 5, Avenue de Robache.
Passionné de botanique et, plus particulièrement, de mycologie, il entre en contact et collabore avec d'autres spécialistes des champignons, tels que Lucien Quélet, Antoine Mougeot, Émile Boudier, Lucien Forquignon et Casimir Roumeguère, qui publie à Toulouse une Revue mycologique à laquelle Ferry contribue. Ferry devient même le gendre de Roumeguère en épousant la fille de ce dernier, Anna Roumeguère, le 20 septembre 1884, peu de temps après avoir pris part à la fondation de la Société mycologique de France.
Lors d'un voyage en Lorraine de George Francis Atkinson, accueilli à Hériménil par René Maire, Ferry guide le professeur américain aux Molières.
Membre associé de l'Académie de Stanislas depuis 1894, Ferry est nommé officier d'Académie en 1911.
Membre fondateur de la Société philomatique vosgienne en 1875, le naturaliste est à l'origine de l'herbier ou musée des plantes de cette société en 1877, dont il devient avant 1890 le secrétaire après la mort de son ami, le docteur Stutel. Principal responsable, il contribue à préserver la société savante pendant la Première Guerre mondiale et la relance, malgré l'éclatement prévisible, initié par le responsable de la section peinture dissidente, Charles Pecatte, qui, en parfait accord avec la mairie, veut créer un musée pour la ville. Conscient de sa santé défaillante, il appelle une nouvelle équipe en choisissant Marc François pour lui succéder et combattre les discours fallacieux et histoires légendaire sur la période de la Grande Guerre. Il réalise aussi le premier bulletin d'après-guerre, dont il ne pourra voir la parution.
Juge au tribunal d'instance de Saint-Dié depuis 1905 (et depuis 1895 en tant que juge suppléant), il est atteint par la limite d'âge en 1919 et devient juge honoraire en 1921.
Mort à Saint-Dié le 23 juillet 1924, il est inhumé trois jours plus tard au cimetière de la rive droite.